# Вернон (кантон)
Вернон (фр. Vernon) — кантон во Франции, находится в регионе Нормандия, департамент Эр. Входит в состав округа Лез-Андели.

## История
Кантон образован в результате реформы 2015 года.

## Состав кантона с 22 марта 2015 года
В состав кантона входят коммуны (население по данным Национального института статистики за 2018 г.):
- Вернон (23 777 чел.)
- Гани (3 065 чел.)
- Живерни (496 чел.)
- Сент-Женевьев-ле-Гани (669 чел.)

## Политика
На президентских выборах 2022 г. жители кантона отдали в 1-м туре Эмманюэлю Макрону 29,0 % голосов против 25,6 % у Жана-Люка Меланшона и 20,9 % у Марин Ле Пен; во 2-м туре в кантоне победил Макрон, получивший 62,4 % голосов. (2017 год. 1 тур: Эмманюэль Макрон – 24,8 %, Марин Ле Пен – 20,8 %, Франсуа Фийон – 20,1 %, Жан-Люк Меланшон – 19,3 %; 2 тур: Макрон – 67,1 %. 2012 год. 1 тур: Николя Саркози — 28,8 %, Франсуа Олланд — 27,5 %, Марин Ле Пен — 18,6 %; 2 тур: Саркози — 52,0 %. 2007 год. 1 тур: Саркози — 33,0 %, Сеголен Руаяль — 23,4 %; 2 тур: Саркози — 57,6 %).

С 2015 года кантон в Совете департамента Эр представляют член совета города Вернон Катрин Делаланд (Catherine Delalande) (Разные правые) и министр, президент Совета департамента Эр и бывший мэр города Вернон Себастьян Лекорню (Sébastien Lecornu) (Вперёд, Республика!).
|                | Кандидаты                         | Партия                   | Первый тур | Первый тур     | Второй тур | Второй тур |
| Кол-во голосов | Кандидаты                         | Партия                   | % голосов  | Кол-во голосов | % голосов  |            |
| -------------- | --------------------------------- | ------------------------ | ---------- | -------------- | ---------- | ---------- |
|                | Катрин Делаланд Себастьян Лекорню | Разные                   | 3 274      | 58,74          | 4 239      | 81,11      |
|                | Пьер Дюваль Мануэла Гименес       | Национальное объединение | 983        | 17,64          | 987        | 18,89      |
|                | Пьер-Ив Журден Беренис Липьек     | Левый блок – Зелёные     | 900        | 16,15          |            |            |
|                | Илькнюр Пола Себастьен Ури        | Коммунистическая партия  | 417        | 7,48           |            |            |

|                | Кандидаты                         | Партия                  | Первый тур | Первый тур     | Второй тур | Второй тур |
| Кол-во голосов | Кандидаты                         | Партия                  | % голосов  | Кол-во голосов | % голосов  |            |
| -------------- | --------------------------------- | ----------------------- | ---------- | -------------- | ---------- | ---------- |
|                | Катрин Делаланд Себастьян Лекорню | Правый блок             | 3438       | 43,10          | 5180       | 70,74      |
|                | Кристель Эндерзи Андре Суйе       | Национальный фронт      | 2033       | 25,49          | 2143       | 29,26      |
|                | Элен Сегура Габриель Сино         | Левый блок              | 1433       | 17,96          |            |            |
|                | Кристин Режентет Паскаль Эдье     | Европа Экология Зелёные | 559        | 7,01           |            |            |
|                | Даниэль Дюлье Жан-Люк Леконт      | Левый фронт             | 514        | 6,44           |            |            |